# Világ proletárjai, egyesüljetek!

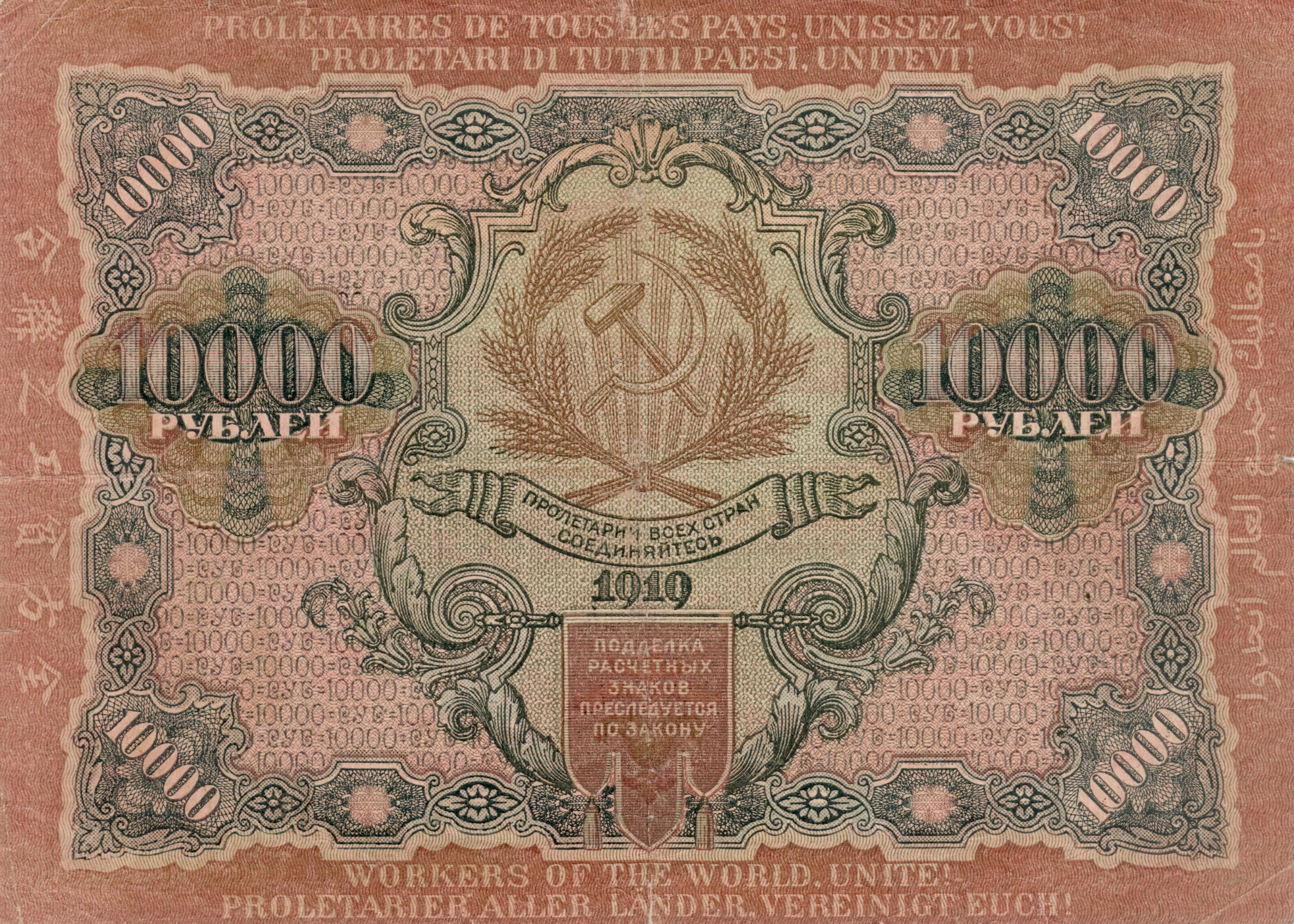
Szovjet 10 000 rubeles 1919-ből

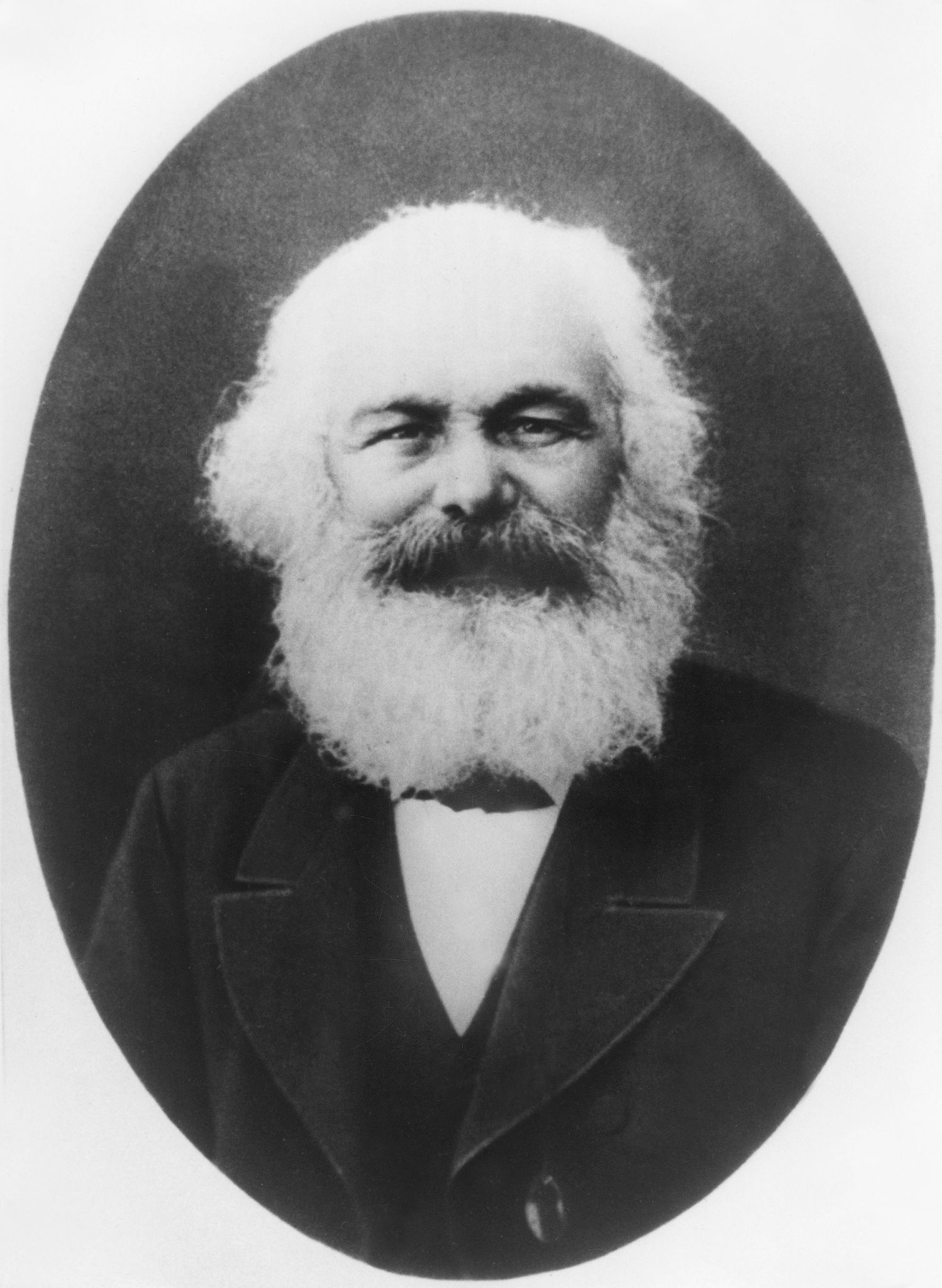
Karl Marx (1818–1883)

A Világ proletárjai, egyesüljetek! a munkásmozgalom internacionalista jelszava, melyet Karl Marx a Kommunista kiáltvány végszavaként használt. A Kommunista Szövetség és az I. Internacionálé világhírű jelmondata.
A híres szavakat meg lehetett találni a Szovjetunió címerén és az 1919-ig nyomtatott pénzeken (oroszul, angolul, németül, franciául és arabul is rá volt nyomtatva a pénzekre).
Magyarországon 1949 után minden újságon rajta volt a híres mondat.

## Más nyelveken
- Working men of all countries, unite! vagy Workers of the world, unite! (angol)
- يا عمال العالم اتحدوا (ejtsd: Yā ʿummālu l-ʿālam ittaḥidū!) (arab)
- Laboratores patria carent. (latin)
- Пролетарии всех стран, соединяйтесь! (ejtsd: Proletarii vszeh sztran, szojegyinyajtyeszy!) (orosz)
- Proletari di tutti i paesi, unitevi! vagy Lavoratori di tutto il mondo, unitevi! (olasz)
- Proletariusze wszystkich krajów, łączcie się! (lengyel)
- Bütün ülkelerin proleterleri, birleşin! (török)
- 全世界无产者，联合起来！ (köznyelv szerint), 全世界無產者聯合起來! (népiesen), Quánshìjiè wúchǎnzhě liánhé qǐlái! (pinjin kínai) (kínai)
- Bütün ölkələrin proletarları, birləşin! vagy Бүтүн өлкәләрин пролетарлары, бирләшин! (azerbajdzsáni)
- Пролетери од сите земји, обединете ce! (ejtsd: Proleteri od site zemji, obedinete se!) (macedón)
- உலக தொழிலாளர்களே ஒன்றுபடுங்கள் (tamil)
- Պրոլետարներ բոլոր երկրների, միացե'ք! (ejtsd: Proletarner bolor yerkrneri, miac̣e'ḳ!) (örmény)
- Proleteri svih zemalja, ujedinite se! (bosnyák)
- Пролетарии от всички страни, съединявайте се! (ejtsd: Proletarii ot vsichki strani, saedinyavaite se!) (bolgár)
- Proletaris de tots els països, Uniu-vos! (katalán)
- Proletáři všech zemí, spojte se! (cseh)
- Proletarer i alle lande, foren jer! (dán)
- Proletariërs aller landen, verenigt U! (holland)
- Kõigi maade proletaarlased, ühinege! (észt)
- Kaikkien maiden proletaarit, liittykää yhteen! (finn)
- Prolétaires de tous les pays, unissez-vous! (francia)
- Proletarier aller Länder, vereinigt euch! (német)
- 'Προλετάριοι όλου του κόσμου, ενωθείτε! (ejtsd: Proletárii ólu tu kósmu, enōthíte!) (görög)
- !פועלי כל העולם התאחדו (ejtsd: Poáláj kól haolám, hitachadú!) (héber)
- Para pekerja di seluruh dunia, bersatulah! (indonéziai)
- Oibrithe an domhain, aontaigh! (ír)
- Öreigar allra landa, sameinist! (izlandi)
- 万国の労働者よ、団結せよ! (ejtsd: Bankoku no Roudousya yo, danketsu seyo!) (japán)
- 만국의 노동자여, 단결하라! (ejtsd: Mangugi nodongdzsajo, tangjolhara! (Man'gungeui nodongjayeo, dangyeolhara!)) (koreai, Dél)
- 만국의 로동자들이여, 단결하라! (ejtsd: Mangugi rodongdzsadulijo, tangjolhara! (Man'gungeui rodongjadeuliyeo, dangyeolhara!)) (koreai, Észak)
- Орон бүрийн пролетари нар нэгдэгтүн! (ejtsd: Oron büriyn proletari nar nägdägtün!) (mongol)
- Arbeidere i alle land, foren dere! (norvég)
- Kirêkaranî cîhanê yekgirin!, Karkerên dinya hevgirin!, Kirêkaranî cîhanê hevgirin!, Karkerên dinya yekgirin! (kurd)
- کارگران جهان متحد شوید (ejtsd: Kārgarān-e jahān mottaḥed šavīd!) (perzsa)
- Пролетери свих земаља, уједините се! (Proleteri svih zemalja, ujedinite se!) (szerb)
- Proletári všetkých krajín, spojte sa! (szlovák)
- Proletarci vse dezel, zdruzite se! (szlovén)
- ¡Trabajadores del mundo, uníos! vagy ¡Proletarios de todos los países, uníos! (spanyol)
- Arbetare i alla länder, förenen eder!, Arbetare i alla länder förenen er!, Proletärer i alla länder, förena er! (svéd)
- Trabalhadores do mundo, uni-vos! vagy Proletários de todos os países, uni-vos! (portugál)
- Proletari din toate țările, uniți-vă! (román)
- Пролетарь дин тоате цэриле, уници-вэ! (moldáv)
- Барлык илләрнең пролетарийлары, берләшегез! (ejtsd: Barlıq illärneñ proletariları, berläşegez!) vagy Пролетарі всіх країн, єднайтеся! (ejtsd: Proletari vsih kraïn, jednajtesja!) (tatár)
- Vô sản toàn thế giới, liên hiệp lại! (vietnami)

## Képek
Általában a legtöbb szovjet címeren rajta volt a híres mondat.

A Tatár Szövetségi Köztársaság címere
A Jakut Szövetségi Köztársaság címere
A Tarsztán Szövetségi Köztársaság címere
A Kalmík Szövetségi Köztársaság címere
A Karél Szövetségi Köztársaság címere
A Komi Szövetségi Köztársaság címere
A Mari Szövetségi Köztársaság címere
Az Udmurti Szövetségi Köztársaság címere